# Nación

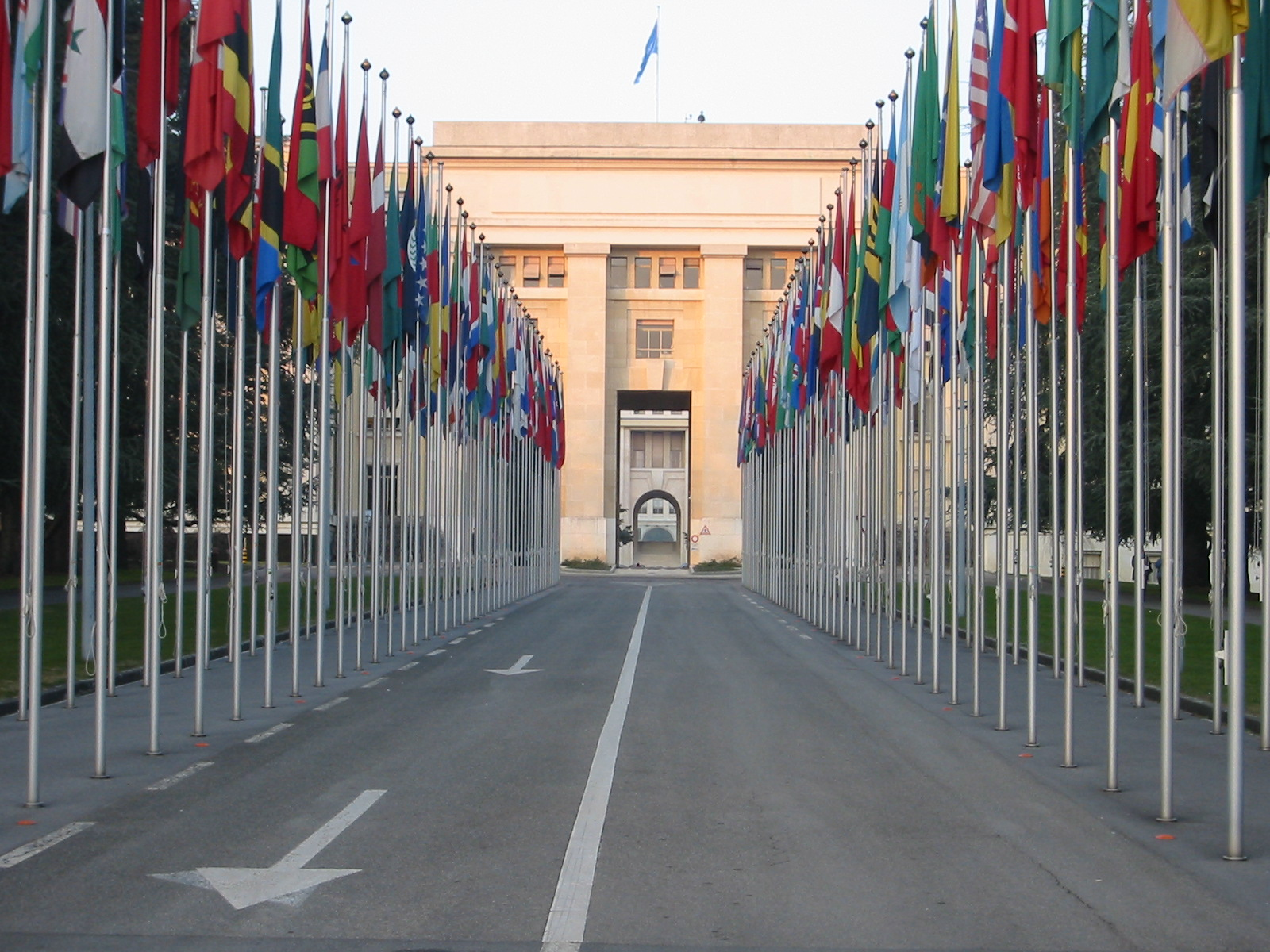
Camino del edificio de las Naciones Unidas en Ginebra, escoltado a ambos lados por una fila de banderas.

Una nación se ha definido de distintas maneras en diferentes momentos de la historia y por distintos autores, sin que exista un consenso. No obstante, en un sentido actual amplio, es una comunidad poblacional con un territorio del cual se considera soberano y que se ve a sí misma con un cierto grado de conciencia, diferenciada de los otros. Este sentido moderno de nación nace en la segunda mitad del siglo XVIII, tanto en su concepción de «nación política» o «cívica», como conjunto de los ciudadanos en los que reside la soberanía constituyente del Estado, como en su concepción de «nación orgánico-historicista», «esencialista» o «primordialista» –vinculada por su origen ideológico al romanticismo alemán del siglo XIX–, como una comunidad humana definida por una lengua, unas raíces, una historia, unas tradiciones, una cultura, una geografía, una «raza», un carácter, un espíritu (Volksgeist),… específicos y diferenciados, o en su concepción «voluntarista», que se define como un grupo humano con voluntad de constituir una comunidad política y tener un futuro común.
Por otro lado, en sentido laxo, nación se emplea con variados significados: Estado, país, territorio o habitantes de ellos, etnia, pueblo y otros. 
No obstante, desde un análisis racional, la literatura científica moderna expone en general que la nación no es un ente objetivo y natural que pueda ser definido en términos objetivos, como lo es por ejemplo una montaña o un río, sino que se trata por el contrario de una construcción social de origen contemporáneo, basada en la interpretación subjetiva realizada por parte de unas personas de una serie de hechos, bajo el prisma ideológico del nacionalismo y su forma particular de entender las sociedades humanas. De esta manera, los nacionalistas exponen una visión estereotipada de una comunidad humana y un territorio, que consideran nación, aunque la realidad sea siempre diferente y mucho más compleja. Asimismo, en el caso de los nacionalismos que recurren al pasado, los nacionalistas realizan una lectura esencialista y determinista de la historia, donde además la nación tiene un destino teleológico. Con todo ello se construye un relato nacional que debe ser inculcado y transmitido a la población. De esta manera se logran construir naciones e identidades nacionales. Toda esta visión está constituida por un conjunto de creencias plausibles que acaban siendo integradas por algunas personas y que pueden ser compartidas o no con otras. Por tanto, la literatura científica actual descarga la definición de nación en las propias creencias subjetivas del grupo poblacional nacionalista, en lugar de en hechos objetivos. Así pues, por ejemplo, el filósofo Roberto Augusto dice que la nación es «lo que los nacionalistas creen que es una nación», ya que la nación no significa nada fuera de la ideología nacionalista, ni existe como una realidad natural fuera de la creencia en su propia existencia.
Con el fin de explicar la naturaleza y el surgimiento de las naciones han existido dos corrientes de pensamiento dentro de la comunidad académica. Estos son los llamados primordialistas o perennialistas y los modernistas o constructivistas.

## Etimología
La palabra nación es un préstamo (siglo XV) del latín natio, nationis, 'lugar de nacimiento', 'pueblo, tribu, raza'. De la familia etimológica de nacer (V.).
 En sus orígenes romanos el término natio significaba 'comunidad de extranjeros', es decir, conjunto de personas unidas por un mismo origen común, diferente al de la ciudad o país que habitaban. En los barrios periféricos de la antigua Roma imperial vivían las nationes de comerciantes asirios y judíos de la diáspora. En las universidades de la Edad Media el término se aplicaba a los grupos de estudiantes venidos de distintos países. De esta manera por ejemplo en la Universidad de París estos se dividían en la nación de Francia que incluía a itálicos e hispanos, la de Picardie que incluía a picardos y flamencos y la de Germanie que incluía a alemanes, austriacos e ingleses. Así pues, la palabra en esta época no tenía el mismo significado que hoy en día.
La característica esencial de la nación en su sentido actual es su surgimiento moderno. Así pues, la palabra no empieza a adquirir su significado presente hasta fechas relativamente recientes. De esta manera, antes de 1884, el diccionario de la Real Academia Española definía la palabra nación como «la colección de habitantes en alguna provincia, país o reino» así como también significaba «extranjero» pero en 1884 pasa a significar «estado o cuerpo político que reconoce un centro común supremo de gobierno» y también «territorio que comprende, y aun sus individuos, tomados colectivamente, como conjunto» para a continuación significar el «conjunto de los habitantes de un país regido por un mismo gobierno». El año 1925 será cuando el diccionario de la Real Academia Española recoja el significado «conjunto de personas de un mismo origen étnico y que generalmente hablan un mismo idioma y tienen una tradición común». De esta manera, hasta 1884 la palabra nación no se adscribe a la idea de gobierno sobre un territorio.

## Definición
Partiendo de la base de que las definiciones y conceptos de términos no versan sobre la realidad de la naturaleza de las cosas, sino sobre convenciones lingüísticas en el habla popular, (para intentar definir la naturaleza y origen de la nación existen los postulados perennialistas y los modernistas) existen tres definiciones distintas del término nación. Estas son la estatalista, la primordialista y la voluntarista:
- La definición estatalista: Está muy arraigada en el habla popular. Identifica el término nación con el de estado, es decir, define la nación como una estructura política y administrativa, aunque para ello el estado se conceptúa en términos poco rigurosos, no como la propia estructura política, sino como el territorio que cubre y a su población. Es similar a la definición de país. Este concepto lo recogen las dos primeras acepciones del diccionario de la D.R.A.E. que dice: «Conjunto de habitantes de un país regido por un mismo gobierno» y «territorio de ese país».[3]
- La definición primordialista: Muy generalizada también en el habla coloquial. La define como una comunidad humana dotada de una unidad cultural esencial. Está asociada a la tercera acepción del término del diccionario de la D.R.A.E: «Conjunto de personas de un mismo origen y que generalmente hablan un mismo idioma y tienen una tradición común». Se trata de una visión heredada de Herder y del romanticismo y es dominante en los medios nacionalistas. No obstante, esta visión plantea problemas si se intenta utilizar para definir la realidad nacional desde el punto de vista científico, puesto que no es posible delimitar de manera nítida y objetiva los grupos humanos marcados por rasgos étnicos, ya que en realidad existe una intrincada red cultural imposible de delimitar e incluso aunque eso fuera posible, esos rasgos no coinciden con los grupos que mayor conciencia nacional tienen, existiendo países y comunidades humanas con una innegable conciencia nacional, pero constituidos por personas con diferentes culturas, idiomas y religiones. De hecho, la mayoría de los estados no poseen religiones homogéneas, lo cual no impide que sean definidos por sus habitantes como naciones y que estos tengan conciencia nacional. Esta definición se diferencia especialmente de la estatalista en que prescinde de lo político, del estado, asimismo es coincidente con los preceptos primordialistas o perennialistas.[3]
- La definición voluntarista: Se define por un grupo humano caracterizado por su voluntad de constituir una comunidad política. Muchos autores recurren a esta acepción desde que Ernest Renan observara la importancia de definir la nación en términos de recuerdos comunes, proyectos de futuro compartido y sentimiento de pertenencia a un grupo. Esta visión no aparece en el diccionario de la D.R.A.E bajo el término nación, aunque sí en el de patria: «tierra natal o adoptiva ordenada como nación, a la que se siente ligado el ser humano por vínculos jurídicos, históricos y afectivos». Esta acepción prescinde por tanto de la visión en ella de unos rasgos étnicos nítidos, aunque necesita que en el grupo humano exista una conciencia de constituir un grupo diferenciado y una voluntad de construir un estado. Desde el punto de vista científico, según Álvarez Junco, esta acepción parece más adecuada para describir la nación que cualquier enfoque que vea en ella unos rasgos culturales definidos en términos objetivos.[3]

## Dos formas de explicar la naturaleza y surgimiento de la nación: Perennialistas y Modernistas
Al margen de la variedad de definiciones y conceptos del término nación, las cuales versan sobre convenciones lingüísticas y no de la explicación científica de distintas realidades, existen dos corrientes que intentan explicar la naturaleza y surgimiento del fenómeno. Estas son la perennista o primordialista y la modernista o constructivista. Esta segunda surge en relación con una crítica sobre la primera.

### Perennistas o primordialistas
Hasta mediados del siglo XX la única visión consagrada que trataba de explicar el surgimiento de las naciones y el nacionalismo establecía que estas habían existido desde siempre, puesto que el sentimiento de pertenencia a una colectividad nacional era natural en el ser humano. Por ellas se entendía a los pueblos con una determinada lengua, raza, historia, religión o cultura, de los cuales surgirían espontáneamente unos sentimientos de pertenencia a una colectividad y solidaridad entre los integrantes, para más tarde con el moderno despertar de los derechos políticos desencadenar unas reivindicaciones de autogobierno.
De esta manera por ejemplo, el ensayista británico Walter Bagehot escribió en el siglo XIX que las naciones son «tan viejas como la historia».
La concepción primordialista cree por tanto que la nación es lo natural e inherente al ser humano, mientras que el estado, entendido como la estructura política, es lo artificial, una construcción humana.
Estos conceptos primordialistas, heredados de Herder y del romanticismo alemán del siglo XIX, estaban muy integrados hasta mediados del siglo XX, por lo que el presidente Woodrow Wilson pensaba que la falta de ajuste entre los estados y las naciones era la causa de los problemas europeos en los últimos siglos. Por ello, este planteamiento conducía inevitablemente a adecuar las fronteras de los estados a las realidades étnicas. No obstante, la universalización de estas ideas y su intento de ponerlas en práctica, supuso multitud de problemas a lo largo del siglo XX, puesto que los límites culturales son en realidad difusos, habiendo una abigarrada red cultural humana que no se podía circunscribir a compartimentos políticos nítidos. Esta imposibilidad práctica, el hecho de que existan comunidades con una fuerte conciencia nacional pero que están constituidas por poblaciones con diferentes lenguas, religiones y culturas (EE. UU o Suiza por ejemplo), la configuración de los fascismos europeos y los horrores de la Segunda Guerra Mundial que se originaron en parte como consecuencia de las ideas nacionales, llevaron a diferentes pensadores a cuestionarse si realmente esta concepción explicaba la verdadera naturaleza del problema. Así pues surgirían diversos autores, los llamados modernistas o constructivistas, que aportarían una explicación diferente al origen de las naciones y el nacionalismo.
Es de señalar que cuando se analizan en conjunto los caracteres sobre los cuales dice sustentarse la  nación, la existencia sobre un territorio determinado de una comunidad humana monolingüe, creyente en una misma religión, racialmente homogénea, partícipe de una misma cultura y gastronomía y dichosa de formar parte de un único estado durante siglos, no ha sucedido casi nunca.Cuando se analizan estos caracteres de manera aislada (idioma, raza, religión, cultura, historia, voluntad de pertenencia etc.) también hay problemas, puesto que no existe ninguno que sea aplicable de manera universal a todos los casos de comunidades identificadas como naciones, siendo además todos ambiguos cambiantes y  borrosos.

### Modernistas o constructivistas
La perspectiva modernista surge a mediados del siglo XX como consecuencia de una crítica por parte de diversos autores a los postulados primordialistas, ya que consideraban que no conseguía explicar de manera suficiente el fenómeno nacional. Esta perspectiva es actualmente la compartida por la mayor parte de la comunidad académica, como mejor explicación científica del fenómeno.
Los postulados constructivistas, de manera genérica, consideran que las naciones no son fenómenos naturales existentes desde siempre en la historia de la humanidad e inherentes al ser humano, sino construcciones sociales, como lo es por otra parte, según otros autores, todo el conjunto de la realidad social. Las identidades  nacionales, las cuales tienen como rasgo característico la soberanía de la población sobre un territorio, serían asimismo un producto de la modernidad. De esta manera, el sujeto colectivo  de la nación comenzaría a surgir solamente en el momento de la historia en el cual se empezaran a generar nuevas libertades sociales y se defina al pueblo como sujeto soberano, lo cual solo ocurriría en los últimos siglos. Tampoco son las naciones algo permanente en el tiempo, puesto que el hecho de que sean construcciones implica que en algún momento terminarán por desaparecer, nada es eterno. Cada nación sería construida en un momento dado, no fechable ni repentino, tendría vigencia durante un periodo y acabaría por desaparecer, contrariamente al pensamiento del común de nacionalistas.
Las naciones serían producto del nacionalismo y de la modernidad y no el nacionalismo producto de las naciones, tal y como afirma el primordialismo. Tampoco serían entidades objetivas como las montañas o los ríos, sino elementos subjetivos construidos por un grupo humano y cuya existencia en términos científicos se situaría únicamente en la mente de sus seguidores. La manera de construir las naciones sería mediante la elaboración de una serie de relatos, en los cuales se realiza una reinterpretación de la historia o de la cultura en clave nacional. Se crearían asimismo, de forma intencionada, símbolos, tradiciones y elementos culturales, o se le daría un significado nacional a otros ya existentes, lo que Hobsbawm denominaba la «invención de la tradición». Todos estos elementos serían transmitidos e integrados por la comunidad, o en otras palabras, se crearía la nación. No obstante, estas no pueden ser construidas de la nada, sino que solamente pueden hacerlo sobre unas características de base que sean plausibles, como una historia o unos elementos culturales que posibiliten ser reinterpretados en clave nacional. Sin embargo, como decía el antropólogo Frederik Barth, los elementos que definen una identidad colectiva como la nación, no son el conjunto de características objetivas que diferencian a un grupo de otro y que este tiene en común, sino solo aquellas que son puestas en valor por el grupo. De esta manera, por ejemplo, un idioma tenía únicamente un valor comunicativo, hasta que con el surgimiento contemporáneo del fenómeno nacional se le dio un valor en estos términos. Es el nacionalismo el que le da a diversos elementos como la historia o la lengua, un valor político y generador de identidad colectiva nacional que no tienen en sí mismos. La identidad colectiva y la categorización social del nosotros/ellos es algo construido socialmente.
Por otra parte, los estados que con la llegada de la modernidad no consiguieron crear naciones han acabado por desaparecer, a pesar de haber tenido una historia muy larga en el tiempo. De todo esto se deduce que el historiador es parte activa de la historia y no mero espectador que se dedica a reflejar el pasado, puesto que con la elaboración de sus trabajos participa activamente de la construcción de la nación. El relato histórico nacional sitúa al objeto abstracto de la nación como el protagonista de la historia, crea una visión de determinados personajes históricos como si estuvieran dotados de la idiosincrasia y caracteres nacionales e interpreta determinados sucesos del pasado como si hubiera estado presente en ellos la idea moderna de nación. Los hechos históricos individuales son reinterpretados para otorgarles un carácter colectivo y de destino nacional. El carácter circunstancial, contingente y de arbitrariedad lógica en la invención de cualquier producto histórico (sea un estado, nación, región u otro), es suprimido en un intento de mostrar la nación como algo natural, donde cada acontecimiento está determinado y tiene un propósito teleológico y trascendental. Hay asimismo una selección, exaltación y ocultación interesada de acontecimientos históricos. La historia adquiere una función de construcción identitaria y legitimación política, perdiendo su objetivo de reconstrucción científica del pasado.
La nación se visualiza en el relato no como una idea abstracta solo existente en la mente de los nacionalistas, sino como si fuera un ente objetivo real, dotado de una esencia invariable que camina y se desarrolla a través de la historia, como si fuera un ente vivo autónomo. El nacionalismo es esencialista y niega por tanto la evolución y el cambio que siempre ha ocurrido en la realidad a lo largo de la historia y continúa sucediendo, así como se opone al mismo cuando este sucede en tiempos presentes, si va a modificar la esencia de la que los nacionalistas creen dotada a la nación. Por otra parte, el relato nacional ofrece asimismo una visión estereotipada de la cultura de la comunidad humana que vive en un territorio, siendo la realidad empírica mucho más compleja, rica y diversa. Con todos estos relatos se consigue crear en los individuos la idea y sentimiento de pertenencia a una comunidad humana, lo que el antropólogo Benedict Anderson denominaba una «comunidad imaginada», algo que para el nacionalista no es una idea individual, sino que es visualizado como un ente objetivo situado fuera de su mente.
Otro argumento aportado por estos autores de manera común es que el ser humano ha vivido a lo largo de la historia en muy diversas organizaciones políticas (imperios, reinos etc.) y que ninguna de ellas se correspondía con naciones, entendidas estas como espacios culturalmente homogéneos y diferenciados nítidamente de otros. Tampoco la identificación de sus integrantes correspondía con las mismas. Ellos se sentían pertenecientes a otras entidades diferentes (parroquias, comarcas, linajes, estamentos etc.) insertas a su vez en comunidades más grandes religiosas, de manera que se identificaban con ellas antes que con sus respectivos estados políticos. Un ejemplo de ello es que no se consideraba antinatural que el monarca fuera extranjero, al contrario de lo que sucedería en el mundo contemporáneo.
Las naciones, aunque sean construcciones sociales, no se presentan al público como tales, sino como elementos esencialistas e intemporales, con una historia muy antigua y ajenos al individuo, para de esta manera asegurarse una mayor legitimidad, es decir, se muestran como realidades per se. Sin embargo, aunque se revistan de esencialismo, en todas ellas se pueden estudiar cuales fueron los procesos mediante los cuales surgieron y por los que se dio una definición de la realidad en términos de identidad colectiva, quienes fueron sus impulsores y que elementos son escogidos por el grupo para autodefinirse en términos de identidad compartida. Por este motivo no hay que evaluarlas bajo criterios de veracidad o falsedad científica (permanencia histórica, religión homogénea, voluntad de construir una comunidad política común etc..), sino en como han triunfado socialmente. La nación es ante todo una comunidad imaginada y por tanto no existen unas con mayor o menor realidad o pedigrí histórico que otras.
La nación da autoestima, dice a las personas quien son y las entronca en un marco territorial que se muestra como eterno, anterior al nacimiento y posterior a la muerte. Por este motivo es capaz de cubrir problemas emocionales de algunas personas como la debilidad, la soledad o la muerte. Asimismo crea un colectivo de personas, una fraternidad, en el que prima la camaradería, a pesar de haber diferencias importantes entre sus integrantes de tipo geográfico, social o de clase. Las naciones son construcciones de naturaleza contingente y también un sistema de creencias y adhesión emocional que surten efectos políticos, de los cuales se benefician ciertas élites locales.
Las naciones no son algo diferente al resto de identidades colectivas, puesto que todas, incluidas aquellas que se basan en hechos biológicos palpables, tienen mucho de construido.
Estos postulados provocaron una revolución en la comunidad académica y a partir de ellos han ido realizándose estudios donde se explica como fue creada cada identidad nacional particular y quienes fueron sus impulsores.

#### Teóricos del constructivismo o modernismo y algunas de sus aportaciones
Algunos de sus principales teóricos fueron los científicos sociales Elie Kedourie, Geller, Anderson, Hobsbawm, George L. Mosse y Billig. Ejemplos de sus aportaciones fueron las siguientes:
El historiador y politólogo Elie Kedourie en su libro de 1961 llamado Nacionalism, explicaba que existía una dificultad en determinar de forma objetiva los ingredientes esenciales que componían las identidades nacionales. Sus conclusiones fueron que no había ningún factor objetivo universalizable ni suficiente por sí mismo para fundamentar el hecho nacional. También señaló que si el sentimiento nacional fuera natural, no tendría que ser inculcado y sin embargo es el estado el que lo inculca mediante la educación u otros medios, por lo cual es el estado el que crea las naciones y no a la inversa. La configuración de los estados es imprescindible para el surgimiento de las naciones.
En parecidos términos hablaba el antropólogo social Ernest Geller en los años 70. Este definía la nación como un producto moderno consecuencia de la industrialización, es decir, la sociedad estaba inicialmente compuesta por grupos humanos rurales ligados por fliaciones familiares y aislados del mundo exterior por falta de comunicaciones y por la existencia de múltiples dialéctos locales. Con la industrialización y el nuevo modelo mercantil hubo una necesidad práctica de crear espacios culturalmente homogéneos. También esto provocó una nueva estratificación social y una nueva organización política. Los dirigentes encontraron en el nacionalismo el instrumento que facilitaba el crecimiento económico, la integración social y la legitimación de la nueva estructura de poder.
El antropólogo Benedict Anderson pensaba que el nacionalismo creaba a las naciones y que al contrario de lo que pueda parecer, no contribuía a conservar la diversidad cultural, sino que por el contrario la eliminaba, estableciendo unos cánones de homogeneidad y uniformidad cultural. Pensaba que las naciones no eran elementos naturales, sino construcciones sociales humanas inventadas, acuñando en este sentido el término «comunidades imaginadas», repetido hasta la saciedad en la literatura especializada. Las naciones solo existen en la medida que las personas creen en ellas e imaginan ser parte de una comunidad nacional. Anderson ha comparado a la religión con las naciones, porque cubre preocupaciones y problemas emocionales humanos perennes como la debilidad, la enfermedad y la muerte, en la misma medida que lo hacen estas y también  porque ofrece un relato sagrado, inserta al sujeto en un marco temporal eterno, que va más allá de la muerte y es anterior al nacimiento y ofrece una serie de rituales y preceptos que integran al individuo en un colectivo.
Por su parte el historiador Eric Howsbawn analizó todas las características en las que dice sustentarse la nación (lengua, cultura, religión....) para acabar concluyendo que no existe ninguna que pueda ser aplicada a los distintos casos de nación con un mínimo de rigor y generalidad siendo todos borrosos. Una nación es algo totalmente subjetivo y no una realidad susceptible de ser analizada a partir de factores objetivos. Una sociedad que sea homogénea desde el punto de vista religioso, racial, lingüístico, con permanencia histórica es un mera entelequia. Asimismo, este autor junto con Ralph Samuel acuñó el concepto de «invención de la tradición», proceso este que se da con el fin de construir la nación. Por ella entendían un conjunto de prácticas y de rituales de carácter simbólico, regidos por reglas expresas, cuyo objetivo es inculcar valores por repetición. Mediante ese conjunto ritual se crea una cohesión social en torno a un pasado imaginario y se instruye a las nuevas generaciones en un sistema de valores y creencias compartidas que se suponen tradicionales de esa sociedad, a la vez que se refuerza la autoridad de las estructuras políticas actuales al convertirlas en herederas de otras que se muestran como hundidas supuestamente en la noche de los tiempos.
George L. Mosse por su parte acuñó otro término que ha quedado consagrado en la literatura académica relativa al estudio de los procesos mediante los cuales se construyen las naciones. Este fue el de la «nacionalización de las masas». Dicho autor estudió y relató en un libro así titulado el proceso de nacionalización alemán mediante el cual se logró inculcar en la población un sentimiento de pertenencia a una comunidad alemana, mediante desfiles, mítines o monumentos patrióticos y el cual desembocaría en el nazismo.
Michael Billing en su libro de los años noventa titulado Nacionalismo banal sostenía que uno de los factores constructores de la nación es la existencia de símbolos nacionales como banderas o himnos que en sí mismos parecen inofensivos y pasan desapercibidos, pero que se echan de menos cuando faltan y contribuyen a crear una identidad de grupo.

### Comparativa de postulados modernistasfrente aperennialistas
El concepto de nación ha sido definido de maneras diferentes por los estudiosos sin que se haya llegado a un consenso al respecto. Sobre la naturaleza y el origen de la nación, lo que implica una determinada definición de la misma, existen dos paradigmas contrapuestos y excluyentes: el modernista o constructivista, que define la nación como una comunidad humana que ostenta la soberanía sobre un determinado territorio por lo que antes de la aparición de los nacionalismos en la Edad Contemporánea no habrían existido las naciones —la nación sería una «invención» de los nacionalismos—; y el perennialista o primordialista que define la nación sin tener en cuenta la cuestión de la soberanía y que defiende, por tanto, que las naciones existieron antes que los nacionalismos, hundiendo sus raíces en tiempos remotos —así sería la nación la que crea el nacionalismo y no a la inversa—.
Anthony D. Smith ha resumido así las dos concepciones de la nación, la de los modernistas o constructivistas y la de los perennialistas o primordialistas:

¿Qué tipo de comunidad es la nación y qué relación existe entre el individuo y esta comunidad? ¿Tiene la nación un carácter fundamentalmente etno-cultural, se trata de una comunidad (real o ficticia) cuyos miembros se ven unidos desde su nacimiento por lazos familiares, una historia común y una lengua compartida [como defienden los perennialistas]? ¿O se trata de una comunidad básicamente social y política cuyo fundamento es un territorio común, un mismo lugar de residencia, derechos de ciudadanía y leyes comunes, siendo así que los individuos son libres de elegir si quieren pertenecer a ella o no [como defienden los modernistas]? (…)

¿Debemos considerar a la nación como una comunidad inmemorial y evolutiva que hunde sus raíces en una larga historia de vínculos y cultura compartida [como defienden los perennialistas]? ¿O debemos ver en las naciones construcciones sociales recientes o artefactos culturales, a la vez rígidos y maleables, los típicos productos de una época histórica y de las especiales condiciones que se han dado en la Edad Moderna y, por lo tanto, destinados a desaparecer cuando se haya sobrepasado esta etapa de la historia y ya no se den las condiciones que le son propias [como defienden los modernistas]?

En un análisis más pormenorizado Anthony D. Smith enumera las siguientes siete diferencias entre los dos paradigmas:

1. Para los perennialistas la nación es una comunidad etno-cultural politizada, una comunidad que comparte ancestros comunes y que busca el reconocimiento político sobre esta base. Para los modernos la nación es una comunidad política territorializada, una comunidad cívica de ciudadanos legalmente iguales que habitan un territorio determinado.
2. Para los perennialistas, la nación es persistente e inmemorial; su historia abarca siglos, si no milenios. Para los modernos la nación es tanto reciente como novedosa, producto de condiciones totalmente modernas y recientes y, por lo tanto, algo desconocido en las era premodernas.
3. Para los perennialistas, la nación hunde sus "raíces" en el tiempo y el espacio y se encarna en una patria histórica. Los modernos consideran que la nación es una creación. Ha sido construida "deliberada y conscientemente" por sus miembros, o algunos segmentos de entre ellos.
4. En opinión de los perennialistas, la nación es una comunidad popular y democrática, la comunidad "del pueblo" que refleja sus necesidades y aspiraciones. Para los modernos se trata de algo conscientemente construido por las elites que buscan influir sobre las emociones de las masas para alcanzar sus objetivos.
5. Para los perennialistas, pertenecer a una nación significa poseer ciertas cualidades. Es una forma de ser. Para los modernos significa estar en posesión de ciertos recursos. Es una capacidad para hacer cosas.
6. Para los perennialistas, las naciones son un todo sin fisuras, con una única voluntad y un solo carácter. Para los modernos la nación típica tiene fisuras y está dividida en un número de grupos sociales (regionales, de género, de clase, religiosos, etc.), cada uno de los cuales tiene sus propios intereses y necesidades.
7. Para los perennialistas, los principios que subyacen a la nación son los de los vínculos ancestrales y la auténtica cultura. Para los modernos, los principios de la solidaridad nacional deben buscarse en la comunicación social y la ciudadanía.

## Diferentes conceptos de nación

#### Diversas definiciones de «nación»
Anthony D. Smith, que defiende una posición intermedia entre modernistas y perennialistas que denomina etno-simbolismo, define la nación de la siguiente forma: «una comunidad humana con nombre propio, asociada a un territorio nacional, que posee mitos comunes de antepasados que comparte una memoria histórica, uno o más elementos de una cultura compartida y un cierto grado de solidaridad, al menos entre sus élites».
Según el modernista Benedict Anderson, una nación es «una comunidad política imaginada como inherentemente limitada y soberana». Las «comunidades imaginadas» que constituyen las naciones proporcionarían a los individuos una sensación de inmortalidad que antes les proporcionaban las religiones.
El también modernista Ernest Gellner critica a los perennialistas y primodialistas cuando afirma que «las naciones, al igual que los estados, son una contingencia, no una necesidad universal. Ni las naciones ni los estados existen en toda época y circunstancia». Para Gellner, «el nacionalismo engendra las naciones, no a la inversa». Pero Gellner reconoce las dificultades que plantea la definición del «elusivo concepto» de «nación» y por ello propone «dos definiciones muy provisionales, hechas para salir del paso»:

1. Dos hombres son de la misma nación si y sólo si comparten la misma cultura, entendiendo por cultura un sistema de ideas y signos, de asociaciones y de pautas de conducta y comunicación.
2. Dos hombres son de la misma nación si y sólo si se reconocen como pertenecientes a la misma nación. En otras palabras, las naciones hacen al hombre; las naciones son constructos de las convicciones, fidelidades y solidaridades de los hombres. Una simple categoría de individuos (por ejemplo, los ocupantes de un territorio determinado o los hablantes de un lenguaje dado) llegar a ser una nación si y cuando los miembros de la categoría se reconocen mutua y firmemente ciertos deberes y derechos en virtud de su común calidad de miembros. Es ese reconocimiento del prójimo como individuo de su clase lo que los convierte en nación, y no los demás atributos comunes, cualesquiera que puedan ser, que distinguen a esa categoría de los no miembros de ella.

Eric Hobsbawm, también modernista, coincide con Gellner al afirmar que no son las naciones las que crean el nacionalismo, sino a la inversa, es el nacionalismo quien «inventa» la nación.
El historiador español Xosé M. Núñez Seixas, que se define como modernista, ha propuesto la siguiente definición de la nación:

Una comunidad imaginada, inherentemente soberana y delimitada territorialmente, integrada por un colectivo de individuos que se sienten vinculados entre sí, con base en factores muy variables y dependientes de la coyuntura concreta, desde la voluntad a la territorialidad o la historia común y el conjunto de características étnico-culturales relativamente objetivables que podemos denominar "etnicidad", es decir, que definen una conciencia social y prepolítica de la diferencia; y que, sobre todo, consideran que ese conjunto de individuos es el sujeto soberano de derechos políticos colectivos.

Partiendo de esta definición Núñez Seixas concluye «que la nación es una realidad social que existe científicamente sólo en la medida en que sus integrantes están convencidos de su existencia». Además afirma que «la aparición de la nación como fenómeno histórico se vincula plenamente a la irrupción de la Edad Contemporánea, en la fase durante la que los antiguos principios legitimadores de la soberanía y el poder (lealtades dinásticas y señoriales, identificación religiosa, criterios de vecindad jurídica...) entran en crisis desde finales del siglo XVIII y han de ser sustituidos por nuevos principios».
Por su parte los también historiadores españoles José Luis de la Granja, Justo Beramendi y Pere Anguera han propuesto la siguiente definición de nación, que concuerda con las propuestas por los modernistas:

Sujeto colectivo de soberanía constituido por un grupo humano que se considera dotado de una identidad singular y legitimado para mantener políticamente unido un determinado territorio.

El historiador español y experto en el tema José Álvarez Junco, afirma coincidir en mayor medida con los postulados modernistas que con los primordialistas o perennialistas. Este autor, resumiendo las aportaciones de otros pensadores sobre el tema, explica que en la actualidad se sabe que las fronteras culturales son difusas y difíciles de establecer, ya que en realidad existe una red cultural abigarrada, siendo imposible delimitar de manera nítida y objetiva los grupos étnicos. Asimismo, incluso aunque esto fuera posible, estos rasgos no coinciden con los grupos que mayor conciencia nacional poseen, de manera que existe innegable conciencia nacional en comunidades con varias lenguas, razas o religiones (Estados Unidos o Suiza por ejemplo). Señala asimismo que los estados (reinos, imperios etc.) nunca han coincidido con fronteras culturales en el transcurso de la historia, tampoco con los sentimientos de pertenencia de sus individuos a una comunidad. Las identidades nacionales no son hechos objetivos como las montañas o los ríos, sino elementos subjetivos únicamente existentes en la mente de sus participantes. Tampoco las naciones son elementos naturales inherentes al ser humano, sino entes de carácter contingente que se crean, aprenden y se transmiten, es decir, son construcciones sociales que nacen en algún momento del pasado no fechable ni repentino, que tienen vigencia durante un tiempo y que algún día terminarán por desaparecer. Teniendo esto en cuenta y que la nación es un aspecto enteramente subjetivo, la define como: «Conjunto de seres humanos entre los cuales domina la conciencia de poseer ciertos rasgos culturales comunes y que se haya asentado desde cierto tiempo en un determinado territorio sobre el cual cree poseer derechos y desea establecer una política autónoma». Indica que los hechos de poseer unos rasgos culturales comunes o de haber estado asentados sobre un determinado territorio durante un largo tiempo no tienen porqué ser verdaderos en términos científicos. Para establecerse una nación solamente es necesario que exista una comunidad con dicha creencia. También señala que:

Las naciones son construcciones históricas de naturaleza contingente; y son sistemas de creencias y de adhesión emocional que surten efectos políticos de los que se benefician ciertas élites locales.

El filósofo Roberto Augusto expone que una definición para el término nación es «lo que los nacionalistas creen que es una nación», puesto que la nación es algo totalmente subjetivo y no una realidad objetiva y natural susceptible de ser analizada desde el pensamiento científico. Las naciones no existen fuera de la mente de quienes creen en ellas. La idea de que una comunidad humana es una nación, tiene que ver más con la fe que con la razón, es una idea más cercana al pensamiento religioso que al científico. Es asimísmo una creencia individual que puede ser compartida o no con otras personas. Los nacionalistas realizan una interpretación de la realidad cultural de una comunidad humana de manera estereotipada, para hacerla encajar bajo en el paradigma ideológico de la doctrina nacionalista y su particular manera de entender las sociedades, siendo sin embargo la realidad científica siempre más compleja, variada, rica e incompatible con las ideas nacionales. Los nacionalistas le dan un valor nacional a aspectos como un idioma, la historia o una geografía, que en sí mismos no tienen ningún valor nacional y que no lo tenían hasta el surgimiento contemporáneo de la ideología nacionalista. El nacionalismo es una ideología que solo funciona bien en el terreno de las emociones, puesto que no soporta cualquier mínimo análisis racional. Este autor, cree asimismo que de todas las definiciones existentes del término nación, la única objetiva es la que la asimila como sinónimo del concepto de estado, ya que el estado es un marco jurídico objetivable.

Lo que los nacionalistas creen que es una nación.

El historiador Pérez Vejo, en concordancia con el conocimiento actual y la mayoría de estudiosos sobre el tema, señala que la definición tradicional de nación basada en elementos étnicos e históricos no se adapta a la realidad científica de como son las sociedades humanas. La  nación se trata en realidad de una construcción puramente subjetiva y no natural. La considera una forma de identidad colectiva de origen moderno, constituida por un conjunto de creencias, una imagen mental que debe ser aprendida, algo perteneciente a la conciencia de los actores sociales, no algo objetivo. Esta imagen es fruto de la coerción ideológica. Por tanto señala en sus palabras que:

Una nación es una forma de identidad colectiva, específicamente moderna, causa y consecuencia de la ruptura de las viejas formas de identidad características de las sociedades tradicionales.

la nación no es, sino que se cree en ella; es un relato. La nación, entendida como una comunidad natural formada por los que tienen el mismo origen, lengua y costumbres, es básicamente un mito de origen, la fe compartida en un relato que, a pesar de lo que quiere el pensamiento nacionalista, no es una emanación espontánea del espíritu de los pueblos, sino una construcción erudita difundida por grupos especializados en el imaginario de una comunidad.

### Etimología y concepto de «nación» en la Edad Media
La palabra nación proviene del latín nātio (derivado de nāscor, nacer), que podía significar nacimiento, pueblo (en sentido étnico), especie o clase. Escribía, por ejemplo, Varrón (116-27 a. C.): Europae loca multae incolunt nationes ("Son muchas las naciones que habitan los diversos lugares de Europa"). En los escritos latinos clásicos se contraponían las nationes (bárbaros no integrados en el Imperio) a la civilitas (ciudadanía) romana. Dice Cicerón: Todas las naciones pueden ser sometidas a servidumbre, nuestra ciudad no.
En la Edad Media el término se continuó empleando en sentido étnico, al margen de que ahora las naciones estuvieran integradas en diversas entidades políticas como Reinos e Imperios. También se usaba para designar a grupos de personas según su procedencia, siguiendo un criterio muy variable (a veces simplemente geográfico), con el fin de distinguir a unos de otros.
En el año 968, el obispo Liutprando de Cremona, en enfrentamiento con el emperador bizantino Nicéforo II en pos del patrón Otón I, emperador del Sacro Imperio Romano, declara en su crónica: «lo que dices que pertenece a tu Imperio, pertenece, como lo demuestran la nacionalidad y el idioma de la gente, al Reino de Italia» ("terram, inquam, quam imperii tui esse narras, gens incola et lingua italici regni esse declarat").
En las universidades medievales, cuya lengua académica era el latín, los estudiantes (provenientes de toda Europa) solían agruparse en naciones, en función de su lengua materna vernácula o su lugar de nacimiento. En 1383 y 1384, mientras estudiaba teología en París, Jean Gerson fue elegido dos veces procurador de la nación francesa (esto es, de los estudiantes francófonos de la Universidad). La división en París de estudiantes en naciones fue adoptada por la Universidad de Praga, donde desde su apertura en 1349 el Studium Generale se dividió entre bohemios, bávaros, sajones y en diversas «naciones».
Pero las agrupaciones de los alumnos se hacía siguiendo criterios nada taxativos y bastante sui generis. Así por ejemplo la Universidad de Bolonia estaba integrada a mediados del siglo XIII por las «naciones» francesa, picarda, poitevina, normanda, gascona, provenzal, catalana, borgoñona, española, inglesa, germánica, polaca, húngara... En el siglo siguiente la «nación» catalana de la Universidad de Montpellier incluía además de los estudiantes procedentes del Principado de Cataluña, a los del Reino de Valencia y a los del Reino de Mallorca.
En los grandes mercados de la Edad Media los comerciantes también se reunían en naciones, pero al igual que en las universidades los criterios que servían para agruparlos seguían siendo laxos y arbitrarios. En el Principado de Cataluña, por ejemplo, se mencionaban «las naciones de Cataluña, de Valencia, de Mallorca y de Perpiñán», mezclándose, pues, reinos y principados con ciudades.
Una prueba de la polisemia del término «nación» en la época medieval sería que del papa Benedicto XIII se decía que era «español de nación, del reino de Valencia», pero también se decía que era «valenciano de nación».

### El concepto de «nación» en los siglosXVIyXVII
Según Javier María Donézar, el término «nación» era empleado por los naturales de un territorio que residían fuera del mismo, mientras que los habitantes del mismo «no solían considerarse componentes de una nación». «No había conciencia de unidad nacional, y menos de unidad política, tal como hoy la entendemos; todo quedaba vinculado a la “carta de naturaleza”, del mismo modo que las relaciones entre los reyes y los súbditos seguían siendo en todo punto personales». Lo mismo afirma Xavier Torres: «nación, por aquel entonces, apenas significaba algo más que un simple agregado de individuos de una misma procedencia, radicación o área lingüística». Por otro lado, el término nación era de uso poco frecuente y solo de forma muy indirecta o subsidiariamente formaba parte del vocabulario político del período.
El término «nación» hacía referencia, como el de patria, al lugar de nacimiento, pero tenía un sentido más amplio que el de la localidad de nacimiento y se refería al «reyno o provincia estendida» y así la define el Tesoro de la lengua castellana o española de Sebastián de Covarrubias, publicado en 1611. Como elemento identificativo de la pertenencia a una «nación» no solo se recurría al origen común de sus miembros, a los que confería un sentido de pertenencia y familiaridad, sino que también se recurría a otros rasgos culturales distintivos como la lengua o, por ejemplo, un determinado estilo de vestir. Así, como ha destacado Xavier Gil Pujol, «los límites humanos y geográficos de una nación no estaban bien definidos, de modo que el término se prestaba a una amplia variedad de usos». Lo mismo afirma Juan Francisco Fuentes cuando dice «que hasta el siglo XVIII el concepto de nación tiene perfiles muy difusos». La imprecisión del término nación se puede comprobar, por ejemplo, en el caso del jurista de Perpiñán Andreu Bosch (1570-1628) que cuando enumeraba las «nacions» que formaban «tota la nació espanyola» mencionaba «les nacions de Castella, Toledo, Lleó, Astúries, Extremadura, Granada» juntamente con catalanes y portugueses. Asimismo la nación también podía abarcar el conjunto de la Cristiandad. Así el fraile navarro Martín de Azpilicueta afirmaba que «sólo hay dos naciones en el mundo cristiano: una que combate por Cristo, otra que defiende a Satanás».
La imprecisión del término «nación» puede comprobarse en el siguiente texto de 1604 —fecha en la que el reino de Portugal estaba integrado en la Monarquía Hispánica— del clérigo y viajero francés Barthélemy Joly referido a «los españoles»:

Entre ellos los españoles se devoran, prefiriendo cada uno su provincia a la de su compatriota y haciendo, por deseo extremado de singularidad, muchas más diferencias de naciones que nosotros en Francia, picándose por ese asunto los unos de los otros y reprochándose el aragonés, el valenciano, catalán, vizcaíno, gallego, portugués, los vicios y desgracias de sus provincias, en su conversación ordinaria. Y si aparece un castellano entre ellos, vedles ya de acuerdo para lanzarse todos juntos sobre él, como dogos cuan ven al lobo.

Por otro lado, el lugar de nacimiento no era exclusivamente una expresión geográfica, una mera realidad física, sino que en la sociedad corporativa del Antiguo Régimen comportaba las leyes, costumbres y franquicias que lo regían. «Por lo tanto, ser barcelonés o castellano significaba ser partícipe de una condición jurídica determinada (junto al estatus social o estamental respectivo)», señala Xavier Gil Pujol. Esa condición («naturalización») se alcanzaba por el estatus legal del padre y, a veces, de la madre (ius sanguinis) o por el lugar de nacimiento nacimiento (ius soli). En la Monarquía Hispánica, como monarquía compuesta que era, no existía una naturaleza española ni una única nación legal española, sino que la naturaleza de cada súbdito del rey era la del reino al que pertenecía. «Un rey, una fe y muchas naciones», así define Xavier Gil Pujol a la Monarquía española de los siglos XVI y XVII. «Un mismo rey era el factor decisivo compartido por todos los súbditos en los diferentes reinos y territorios que constituían la Monarquía, el que les relacionaba entre ellos y el que hacía de ellos, según se solía decir, un “cuerpo místico”», añade Gil Pujol. Y el rey tenía tantas naturalezas como reinos y territorios estaban bajo su autoridad, así que era castellano para sus súbditos castellanos y aragonés para sus súbditos aragoneses.
Xavier Torres concluye que en la Europa de los siglos XVI y XVII existía, o estaba en ciernes, un espacio intermedio entre las grandes aglomeraciones de pueblos y gentes y la localidad, «lo que ocurre es que no se le designaba con el término nación, por lo menos sistemáticamente o en todas partes. […] Por lo general, otros términos, tales como provincia, tierra, patria, reino o, simplemente, el corónimo local correspondiente, podían designar de manera mucho más precisa aquel espacio ["una colectividad a un tiempo amplia, estable o históricamente sedimentada, y —más importante aún— vertebrada políticamente"]». Pero la identidad de ese «espacio intermedio», a diferencia de las naciones contemporáneas, no se basaba en los elementos culturales comunes, como la lengua, sino en los «privilegios» y en las «libertades» convertidas en sus verdaderas «señas de identidad».

### El nacimiento del concepto moderno de «nación» en elsigloXVIII
En el Diccionario de autoridades de 1726 aún se define la nación como «colección de habitantes de alguna Provincia, País o Reino», y la voz patria como el «Lugar, ciudad o país en que se ha nacido», con lo que patria remite a un lugar y nación al conjunto de los que lo habitan. En ese mismo Diccionario de Autoridades la segunda acepción de la voz nación recogía el sentido primigenio de la palabra: «Se usa frecuentemente para significar cualquier extranjero».

#### La «nación política» de la Ilustración y de la Revolución Francesa
Sin embargo, a lo largo del siglo XVIII el concepto de «nación» —como el de patria— experimentó «un definitivo cambio de escala y de contenido», como consecuencia fundamentalmente de la difusión de los principios modernizadores de la Ilustración. Así se va definiendo la «nación» y la «patria» de una forma racionalista y contractualista, aunque sin que desaparezcan los significados anteriores.
El filósofo ilustrado que ejerció mayor influencia en esta materia fue Jean Jacques Rousseau al desarrollar el concepto de soberanía nacional. Para Rousseau los ciudadanos deben anteponer el bien común a sus intereses individuales naciendo así un contrato social entre todos ellos, como depositarios de la soberanía, del que surgirá un Estado regido por la voluntad general. Y un elemento clave para su desarrollo será el patriotismo que se deberá potenciar desde la infancia mediante la educación. Así lo advierte Rouseau en sus Consdieraciones sobre el Gobierno de Polonia: «Al despertar de la vida el niño debe ver la patria, y hasta su muerte no debe ver otra. Todo verdadero republicano mama, con la leche materna, el amor a su patria, es decir, a las leyes y a la libertad». Por su parte el ilustrado español Pedro Rodríguez de Campomanes escribía en 1780: «La política considera al hombre en calidad de ciudadano unido en sociedad con todos aquellos que componen el propio estado, patria o nación». Y Juan Bautista Pablo Forner incidía aún más en el significado político de «nación» cuando la definía como «una sociedad civil independiente de imperio o dominación extranjera». Así la expresión «nación política», que empieza a usarse a mediados de siglo, cobra un cierto sentido redundante. También empieza a contraponerse entonces el derecho patrio o nacional al derecho romano o «extranjero».
Con la Revolución Francesa de 1789 el concepto de «nación» adquirió su pleno sentido moderno al oponer la soberanía de los ciudadanos (de la «nación», de los franceses) al poder absoluto del rey. Así la «nación» es definida como el conjunto de los antiguos súbditos de un monarca absoluto al que han despojado de su poder —y que se han convertido por ello en ciudadanos— que detenta la soberanía sobre un territorio y, por lo tanto, es a ella a quien corresponde determinar las leyes que han de regir a los hombres que lo habitan. Así lo establece el artículo 3 de la Declaración de Derechos del Hombre y del Ciudadano aprobada por la Asamblea Nacional Constituyente: «El origen de toda soberanía reside esencialmente en la nación. Ningún órgano ni ningún individuo pueden ejercer autoridad que no emane expresamente de ella». El abate Sieyès en su opúsculo ¿Qué es el Tercer Estado?, publicado durante las elecciones de los Estados Generales de 1789, ya había definido la nación, a la que identificaba con el Tercer Estado negando su pertenencia a la misma a los dos estamentos privilegiados (nobleza y clero), de la siguiente forma: «¿Qué es una nación? Un cuerpo de asociados que viven bajo una ley común y están representados por la misma legislatura». Así pues, los revolucionarios franceses, como ha destacado Pelai Pagès, consideraban «a la nación como el resultado de un contrato voluntario y del libre consentimiento de los individuos».
Si antes el rey era el Estado, ahora lo es la «Nación». Surge así el Estado-nación que llaman Francia, nación «política» que reúne a los ciudadanos de las «provincias» de la Monarquía (sin distinciones entre ellos), y tras la caída de esta, de toda la República. Durante el período de la Monarquía constitucional francesa regida por la Constitución francesa de 1791 el lema será «la nación, la ley, el rey» y todas las nuevas instituciones tendrán el adjetivo de «nacional», empezando por la Asamblea Nacional Legislativa que representa a la Nación.

#### La «nación orgánico-historicista» del idealismo alemán
En estos mismos años surgió en el ámbito germánico una concepción alternativa a la «nación política» —o «cívica»— de los filósofos ilustrados y de los revolucionarios franceses. Fue formulada por primera vez por el filósofo prerromántico Johann Gottfried Herder en su obra Ideas sobre la filosofía de la historia de la humanidad. Allí desarrolló un concepto de nación entendida como una especie de organismo biológico desarrollado a lo largo de la historia. Su fundamento sería el Volksgeist, espíritu del pueblo o «alma colectiva» destinada a perpetuarse generación tras generación y que se manifestaría en la lengua, en la cultura, en las artes, en las tradiciones, etc. De estos, el elemento más importante en la conformación de la nación, según Herder, sería la lengua. Para Herder la lengua era «un todo orgánico que vive, se desarrolla y muere como un ser vivo; la lengua de un pueblo es, por decirlo así, el alma misma de este pueblo, convertida en visible y tangible».
El también filósofo germánico Johann Gottlieb Fichte fue el que acabó de definir esta nueva concepción de la nación que ha sido llamada «orgánico-historicista» o «esencialista». En sus Discursos a la nación alemana, escritos entre 1807 y 1808, y en los que hizo un llamamiento a la nación alemana (al «pueblo», al Volk) para que se levantara contra las tropas napoleónicas, Fichte, siguiendo a Herder, concibió la Nación no como el resultado de la libre voluntad de ciudadanos que han despojado a su rey de la soberanía asumiéndola ellos (es decir, no como una «comunidad política») sino como algo que está por encima de ellos, algo que les viene dado, algo que se recibe de las generaciones anteriores y se trasmite a las siguientes. Por ello la «Nación» viene definida por una lengua, unas raíces, una historia, unas tradiciones, una cultura, una geografía, una «raza», un carácter, un espíritu (Volksgeist),... específicos y diferenciados. Así pues, allí donde hubiera personas que compartieran esos rasgos diferenciados habría nación. Esta idea de nación casaba muy bien con la fragmentación política de Alemania, entonces dividida en multitud de Estados, pues allí era imposible que cada príncipe por separado pudiera resistir el empuje napoleónico. La lucha contra Napoleón debía fundamentarse en el hecho de que los súbditos de los diferentes Estados alemanes compartían una misma lengua, una misma cultura, un mismo espíritu... Es decir, formaban una única «nación».
En cuanto al desarrollo histórico de estas ideas y su popularización, solo muy a finales del siglo XIX emergieron ideas de naciones étnico-culturales como expresiones de sujetos colectivos antiguos en búsqueda de su autorrealización en forma de un estado-nación. De esta manera, antes de la I guerra mundial, solo unos veinte estados europeos tenían algo parecido a una conciencia nacional, constituida esta por un imaginario colectivo conformado por un sujeto imaginario que camina por la historia luchando por su integridad como cuerpo nacional, la invención de una memoria colectiva, de tradiciones, de héroes y de experiencias vividas, de derechos históricos y de tierras prometidas. No obstante, desde una perspetiva de conocimiento actual, cualquier análisis histórico y científico no solo revela estas naciones como construcciones y artefactos inventados, sino que niega la posibilidad de coincidencia entre una nación étnica y culturalmente homogénea y un territorio determinado.

## Nación política y nación cultural

### Nación política
La nación política es el titular de la soberanía cuyo ejercicio afecta a la implantación de las normas fundamentales que regirán el funcionamiento del Estado. Es decir, aquellas que están en la cúspide del ordenamiento jurídico y de las cuales emanan todas las demás. Han sido objeto de debate desde la Revolución francesa hasta nuestros días las diferencias y semejanzas entre los conceptos de nación política y pueblo, y por consiguiente entre soberanía nacional y soberanía popular. Las discusiones han girado, entre otras cosas, en torno a la titularidad de la soberanía, a su ejercicio, y a los efectos resultantes de ellos.
Una distinción clásica, con respecto a la mencionada Revolución, ejemplifica en la Constitución francesa de 1791 la soberanía nacional, ejercida por un parlamento elegido por sufragio censitario (visión conservadora), y la soberanía popular en la Constitución de 1793, en la que el pueblo es entendido como conjunto de individuos, lo que conduciría a la democracia directa o el sufragio universal (visión revolucionaria). Sin embargo, estos significados ya se difuminaron en la misma época revolucionaria, en la que varios autores emplearon los términos de otra forma. Según Guillaume Bacot las diferencias fueron prácticamente terminológicas y desde 1789 a 1794 hubo en el fondo un mismo concepto revolucionario de soberanía.
En 1789 el abate Sieyès usó, con un fuerte carácter socioeconómico, nación y pueblo como sinónimos. Pero poco después modificó su significado, estableciendo una diferencia fundamental para su idea de la soberanía y del Estado constitucional. Concibió entonces la nación como propia del Derecho natural, anterior al Estado (Derecho positivo), y al pueblo como determinado a posteriori. En síntesis, para Sièyes la nación es titular de la soberanía, esta se ejerce mediante el poder constituyente, y después, tras el "establecimiento público" (Constitución), quedaría definido el pueblo como titular del poder constituido. Así pues, el pueblo sería para el abate la nación jurídicamente organizada. Nicolas de Condorcet solo emplea el término pueblo, pero coincide con Sièyes al hacer énfasis en la distinción entre poder constituyente y poder constituido como base para el buen funcionamiento del Estado liberal y democrático.
Para estos dos autores, el papel del titular de la soberanía (llámese nación o pueblo) se agota tras el ejercicio del poder constituyente. Tan solo quedaría, en estado latente, como "recordatorio" del fundamento del Estado, y podría manifestarse excepcionalmente para rebelarse contra la opresión de una eventual tiranía. De los mencionados argumentos de Sieyès y Condorcet se deriva una idea básica respecto al Estado constitucional, que perdura hasta hoy, según la cual, como señalan, por ejemplo, Martin Kriele e Ignacio de Otto, en dicho Estado no hay soberano. Esto se basa en que si consideramos la soberanía como summa potestas o poder ilimitado (y por tanto con facultad para crear leyes sin ningún freno a priori), ello es incompatible con la existencia de una norma fundamental que establezca su supremacía. Otros autores sostienen que el proclamar la soberanía nacional tiene por objetivo propugnar o establecer una estructura constitucional propia del Estado liberal de Derecho: al atribuir la titularidad (que no el ejercicio) de la soberanía a un ente unitario y abstracto, se proclaman como no originarios los órganos estatales, evitando que cualquiera de ellos reclame para sí poderes que considere anteriores a la Constitución, lo que además favorece la articulación policéntrica de dichos órganos (pues ninguno prevalecería sobre los demás).
Internacionalmente hablando, la nación no es sujeto de Derecho, característica que sí posee el Estado.

### Nación cultural
El concepto de nación cultural es uno de los que mayores problemas ha planteado y plantea a las ciencias sociales, pues no hay unanimidad a la hora de definirlo. Un punto básico de acuerdo sería que los miembros de la nación cultural tienen conciencia de constituir un cuerpo ético-político diferenciado debido a que comparten unas determinadas características culturales. Estas pueden ser la lengua, religión, tradición o historia común, todo lo cual puede estar asumido como una cultura distintiva, formada históricamente. Algunos teóricos[cita requerida] añaden también el requisito del asentamiento en un territorio determinado.
El concepto de nación cultural suele estar acoplado a una doctrina histórica que parte de que todos los humanos se dividen en grupos llamados naciones. En este sentido, se trata de una doctrina ética y filosófica que sirve como punto de partida para la ideología del nacionalismo. Los (co)nacionales(n1) (miembros de la nación) se distinguen por una identidad común y generalmente por un mismo origen en el sentido de ancestros comunes y parentesco.
La identidad nacional se refiere especialmente a la distinción de características específicas de un grupo. Para esto, muy diferentes criterios se utilizan, con muy diferentes aplicaciones. De esta manera, pequeñas diferencias en la pronunciación o diferentes dialectos pueden ser suficientes para categorizar a alguien como miembro de una nación diferente a la propia. Asimismo, diferentes personas pueden contar con personalidades y creencia distintas o también vivir en lugares geográficamente diferentes y hablar idiomas distintos y aun así verse como miembros de una misma nación. También se encuentran casos en los que un grupo de personas se define como una nación más que por las características que comparten por aquellas de las que carecen o que conjuntamente no desean, convirtiéndose el sentido de nación en una defensa en contra de grupos externos, aunque estos pudieran parecer más cercanos ideológica y étnicamente, así como en cuestiones de origen (un ejemplo en esta dirección sería el de "nación por voluntad" (Willensnation), que se encuentra en Suiza y que parte de sentimientos de identidad y una historia común).
Básicamente existen dos tipos de nacionalismos:
- El nacionalismo liberal o "voluntarista" tuvo como máximo de defensor al filósofo y revolucionario italiano Giuseppe Mazzini (1805-1872), se desarrolló en Italia y Francia, muy influido por las ideas de la Ilustración. Mazzini consideraba que una nación surge de la voluntad de los individuos que la componen y el compromiso que estos adquieren de convivir y ser regidos por unas instituciones comunes. Es pues, la persona quien de forma subjetiva e individual decide formar parte de una determinada unidad política a través de un compromiso o pacto. Según este tipo de nacionalismo, cualquier colectividad humana es susceptible de convertirse en nación por deseo propio, bien separándose de un estado ya existente, bien constituyendo una nueva realidad mediante la libre elección. La nacionalidad de un individuo estaría por lo tanto sujeta a su exclusivo deseo. 
- El nacionalismo conservador u "orgánico" tuvo como máximos defensores a Herder y Fichte ("Discursos a la nación alemana", 1808), y fue defendido por la mayoría de los protagonistas de la unificación alemana. Según este punto de vista, la nación es un órgano vivo que presenta unos rasgos externos hereditarios, expresados en una lengua, una cultura, un territorio y unas tradiciones comunes, madurados a lo largo de un largo proceso histórico. La nación poseería entonces una existencia objetiva que estaría por encima del deseo particular de los individuos que la forman, es decir, quien pertenece a ella lo hace de por vida, independientemente del lugar donde se encuentre. Por lo tanto, esta visión de nacionalismo sería como una especie de "carga genética" a la que no es posible sustraerse mediante la voluntad. 

#### La nación cultural y el Estado
Un Estado que se identifica explícitamente como hogar de una nación cultural específica es un Estado-nación. Muchos de los Estados modernos están en esta categoría o intentan legitimarse de esta forma, aunque haya disputas o contradicciones en esto. Por ello es que en el uso común los términos de nación, país, tierra y Estado se suelan usar casi como sinónimos.
Interpretaciones del concepto de nación cultural únicamente por razón de etnia o "raza" llevan también a diversas naciones sin territorio como la nación gitana o la nación negra en los EE. UU. (pese a que los últimos, de origen, pertenecerían a diferentes naciones africanas, así como existen diferentes "naciones blancas"). Según este punto de vista, sin embargo, queda claro que una nación cultural no necesita ser explícitamente un Estado independiente y que no todos los Estados independientes son naciones culturales, sino que muchos simplemente son uniones administrativas de diferentes naciones culturales o pueblos, en ocasiones parte de naciones geográficamente más grandes. Algunas de estas uniones se ven, a sí mismas como naciones culturales, o intentan crear un sentimiento o historia nacional de legitimación.
Otro ejemplo de nación cultural sin Estado propio es el del pueblo judío antes de la aparición del Estado de Israel o el del pueblo palestino, cuyos miembros se encuentran en diferentes países, pero con un origen común, según el sentido de la diáspora. También se encuentran pueblos como los kurdos o los asirios, que se describen como naciones culturales sin Estado. Igualmente se puede ver a Estados como Bélgica (valones y flamencos), Canadá (la provincia francófona de Quebec, ante la mayoría anglófona del resto de las provincias) o Nueva Zelanda (los maorí) como compuestos por varias naciones culturales. En España se encuentra esto también, partiendo especialmente de diversificaciones lingüísticas. No obstante, hay que tener en cuenta que, aunque común, es erróneo identificar por principio comunidad lingüística con nación cultural, por lo que las naciones culturales en España, como la vasca, gallega o la catalana, no solo parten de su diferenciación lingüística, sino también de otros aspectos culturales comunes en tales naciones como sus tradiciones y su historia, motivo por el cual fueron acuñadas como "nacionalidades históricas de España" en la Constitución Española de 1978 (para identificar una realidad nacional propia y diferenciada del resto del Estado o Nación-Estado). El hecho de que ciertas corrientes políticas identifiquen una comunidad lingüística como nación, así como que otras corrientes políticas no identifiquen una nacionalidad histórica como nación, es objeto de estudio como fenómeno político–ideológico, pero no necesariamente sociológico.

#### La nación cultural y la religión
El concepto de nación cultural cambia, si para definir a la nación se da mayor relevancia a la religión. El Estado alemán, en este sentido, tradicionalmente se divide en católicos y luteranos (religión dada originalmente, de acuerdo a la religión del señor feudal: cuius regio, eius religio), de facto en más. El Estado español, así como el Italiano, por ejemplo, tradicionalmente no se subdivide entonces. La interpretación de nación cultural por base religiosa tuvo una mínima importancia en la formación de los Estados europeos (por formarse las bases de los Estados antes de la aparición del concepto de nación); estos ven muchas veces su origen especialmente en las divisiones dadas tras Carlomagno y en las divisiones romanas clásicas, cuando la religión no tomaba un papel para ello (la cristianización de la Germania y Alemania no era total en esas fechas e incluso Carlomagno se dejó bautizar muy tarde) o era clara (en el Imperio Romano tardío, la religión oficial era la católica). El caso de España, por ejemplo, es más complejo, pues apareció básicamente en lo que era la Hispania romana, pero tomando la religión un carácter especial, que se encuentra en el concepto de la Reconquista del Emirato de Córdoba. A diferencia de en Europa Central, donde apareció tras la caída del Imperio romano un Estado supranacional (el Imperio Franco) que se dividió a grandes rasgos de manera tal que aparecieran las futuras naciones, en España aparecieron señoríos y reinos diferentes que más adelante se unificaron bajo el concepto del Reino de España y del Rey español).
Sin embargo, la religión toma un papel muy diferente en la aparición de los Estados-Nación de África del Norte y del concepto de nación de Medio Oriente y del Islam. En estos países, el Estado suele estar íntimamente relacionado con la religión y los miembros de estos países suelen verse como parte de una nación islámica, en muchas ocasiones, por sobre diferencias étnicas o lingüísticas, también de origen histórico de grupos especiales (excepción suele ser hasta cierto grado Irán, que suele basar su sentido nacional en el origen persa, así como se suele excluir a Turquía por su origen otomano, cuyo imperio dominó el Medio Oriente y al cual se suele ver como una razón de inestabilidad actual).
Igualmente se puede encontrar el pueblo judío, que se ve como nación especialmente con base en la religión común, con o sin la existencia de un Estado propio (que actualmente es Israel).

## Otros usos
Además de los dos usos rigurosos de nación antes expuestos, existen otros latos, y algunos de ellos son muy frecuentes en el lenguaje coloquial y en el periodístico.
En ocasiones el término nación (política) se equipara, por extensión, a Estado, incluso cuando este no es democrático. Así, por ejemplo, la llamada Organización de las Naciones Unidas en puridad hace referencia a Estados. También se emplea como territorio, país, o «conjunto de los habitantes de un país regido por el mismo gobierno».
El vocablo nación se encuentra también como sinónimo de grupo étnico, cultural o lingüístico, pero desprovisto del sentido ético-político que caracteriza a la definición estricta de nación cultural. En este sentido puede coincidir con alguno de los usos de la palabra que se daban antes del surgimiento del concepto de nación cultural a principios del siglo XIX. En tal caso, su aplicación como concepto histórico a dichos grupos anteriores a las mencionadas fechas sí sería ajustado.

## Historia
El concepto de nación (tanto política como cultural) tal como lo entendemos hoy, es decir, con su intrínseco componente político, no surge hasta fines del siglo XVIII, coincidiendo con el fin del Antiguo Régimen y el inicio de la Edad Contemporánea. Es entonces cuando se elaboran las primeras formulaciones teóricas sólidas de la nación y su plasmación en movimientos políticos concretos. Es decir, las obras de los ilustrados de fines del siglo XVIII y las Revoluciones Estadounidense y Francesa. Desde entonces los dos tipos de nación han ido evolucionado entrelazadamente hasta hoy.

### Antecedentes
Existen antecedentes de la nación a los que se ha otorgado diversa importancia en función del punto de vista del investigador.
Algunos autores han tratado de buscar unos fundamentos antropológicos primigenios de la nación cultural, que son inciertos, y las disputas en cuanto a ellos conforman un capítulo importante de la teoría del nacionalismo. Existen teorías biológicas de sus orígenes que ven al humano como animal territorial y a la nación como a un territorio en este sentido. Sin embargo, la mayoría de los teóricos rechazan esta teoría por simplista y tratan a las naciones como a una agrupación social humana relativamente nueva. El filósofo Avishai Margalit en La Ética de la Memoria (2002) discute el papel principal de la memoria en formar naciones: "Una nación", dice acérbicamente, "se ha definido como una sociedad que alimenta un embuste sobre los ancestros y comparte un odio común por los vecinos. Por lo tanto, la necesidad de mantener una nación se basa en memorias falsas y el odio a todo aquél que no lo comparte."
Históricamente hablando, la tardía aparición de la nación se explica por la existencia de elementos de cohesión infra-estatales y supra-estatales entre las gentes. De los primeros, por ejemplo, la ciudad-estado, el feudo o la secta. Entre los segundos, la persecución de un ideal común por encima de entidades políticas separadas. Hasta el siglo XV este ideal fue el Estado universal y su más importante materialización el Imperio romano, cuyo influjo se mostró en la Edad Media en los conceptos de Sacro Imperio Romano (Carolingio y Germánico) y de Res publica christiana ("república" o "comunidad cristiana"). 
Un síntoma de formación entre ciertas élites culturales del concepto de nación es la evolución en ellas de la idea de civilización, que pasará progresivamente de tener carácter de norma cultural universal a vincularse fuertemente a un Estado determinado. En la Edad Media se consideraba que existía una sola civilización unida básicamente por una religión y una lengua culta común (p.ej. Cristianismo y latín, Islam y árabe, etc.). Lo mismo ocurría en el Renacimiento respecto al saber clásico greco-romano. Poco después se tomaba a Francia como modelo cultural válido para toda Europa. Pero todo esto empezará a cambiar a partir de finales del siglo XVIII, cuando de la mano de intelectuales y literatos surge un concepto de civilización ligado a las características culturales preponderantes de un Estado en particular. Así, por ejemplo, se hace hincapié en el conocimiento y desarrollo de la lengua madre vernácula como aquella en la que todo individuo debería ser instruido para alcanzar una formación plena.
Además de estos cambios en el campo de las ideas, e interrelacionados con ellos, se dan los políticos, económicos y sociales, y todos confluyen en un mismo sentido unificador: El Estado absolutista, centralizador, sustituye a los regímenes feudales disgregadores; la secularización de la vida cotidiana y la educación reduce la importancia de los vínculos religiosos y a la vez fortalece las lenguas vernáculas; el aumento del comercio y la aparición de la burguesía reclaman una mayor unidad de mercado; etc. El nuevo Estado y la nueva sociedad serán el germen de una posterior gran transformación política a fines del XVIII, pues en la cada vez más poderosa alta burguesía calarán nuevas teorías que reivindican el poder para los gobernados. Así surgirá la nación.
En una vertiente más puramente política, dado su carácter antiautocrático, algunos estudiosos ven también precedentes en algunos levantamientos populares de la Edad Moderna guiados a su juicio por principios de equidad, parlamentarismo y rechazo a residuos discriminadores del feudalismo. Por ejemplo, la guerra de las Comunidades en Castilla (1520-1521) y la Reforma Protestante en Europa Central, ambas contra el emperador Carlos V. Sin embargo estos movimientos no lograron crear la fuerza y unión suficiente ni consolidar una teoría filosófico-política homogénea en este aspecto.

### La nación liberal
El Liberalismo, que hunde sus raíces en el siglo XVII con autores como John Locke, será la amplia corriente filosófica y política de la que se nutrirán las primeras teorías sistemáticas de la nación y sus realizaciones políticas. Como una oposición a los principios teóricos del Antiguo Régimen, los liberales del XVIII cuestionaron los fundamentos de las monarquías absolutas, y esto afectaba especialmente a la soberanía. Frente al concepto de súbdito introdujeron el de ciudadano, y el sujeto de soberanía dejaba de ser el rey para ser la nación. Sus criterios estaban basados en el racionalismo, la libertad individual y la igualdad ante la ley, al margen de consideraciones étnicas o culturales. Se trataba, por tanto, de nación política.
La Revolución estadounidense marca un hito en este sentido e influirá notablemente en la Francesa. La Declaración de Independencia de los Estados Unidos en el primer caso y la Declaración de los Derechos del Hombre y del Ciudadano en el segundo, son textos muy representativos del espíritu que animaba la nueva mentalidad. Como muestra explícitamente la segunda declaración citada, existía en el ambiente intelectual de la época una concepción universalista de los nuevos valores liberales y democráticos. Y esto se traducía en que los requisitos considerados para la formación de naciones eran iguales para todo el mundo. Bastaba la voluntad de los individuos de constituirse en comunidad política. La autodeterminación se entendía entonces como el paso de la condición de súbditos (siervos de un rey) a la de ciudadanos (hombres libres e iguales ante la ley), o dicho de otro modo, como la instauración de la democracia.

### La nación romántica
La expansión militar napoleónica por Europa, que en teoría pretendía extender los valores heredados de la Revolución Francesa, propició el surgimiento de reacciones nacionalistas contra el invasor. Resalta el nacionalismo germánico, pues sus características son justamente las opuestas al liberal estadounidense y francés, configurando así un concepto distinto de nación: la nación cultural en sentido contemporáneo, es decir, con un componente ético-político.
Los principales inspiradores del nacionalismo germánico fueron intelectuales y literatos adscritos a las corrientes idealistas y románticas como Herder o Fichte. Este movimiento se puede definir en esencia por su contraposición a los valores del anterior: Frente al cambio racional hacia el progreso y la justicia, el peso de la historia y las tradiciones; frente al cosmopolitismo, las particularidades de los pueblos; frente a la razón, el instinto.
Para los mencionados teóricos, la nación definida por ellos tiene un derecho inalienable a dotarse de una organización política propia. Es decir, a constituirse en Estado. Pero a diferencia del modelo liberal franco-estadounidense, esta nación, en tanto que sujeto político, no se entiende simplemente como una suma de individuos que ejercen su voluntad, sino como algo superior. Todo pueblo, según ellos, tiene unos rasgos propios que le definen, distinguiéndole así de todos los demás. Es esta personalidad cultural diferenciada, o esencia propia (Volksgeist, "espíritu del pueblo", escribía Herder), la que permite singularizar al pueblo con vistas a determinar quién es el sujeto político (es decir, la nación tal como la entendían ellos) con auténtica legitimidad para constituirse en Estado. Pero dicha identidad no se hace visible por la mera expresión de la voluntad de un conjunto de individuos en un momento dado. Es algo más trascendente, pues el pueblo que es base de la nación romántica sería como un organismo vivo y perdurable, y una entidad moral de orden superior a la simple suma de sus partes. Para los nacionalistas románticos germanos el Volksgeist, permanente y supraindividual, es objetivo, mientras que el sufragio es subjetivo. Es decir, inviertien las categorías de los liberales.

### El Estado-nación
La identificación fue acelerada por el nacionalismo romántico temprano de esa época, generalmente en oposición a los imperios multiétnicos (y autocráticos) (un ejemplo es el nacionalismo que llevó a la disolución del Imperio austrohúngaro). Asimismo, el mismo movimiento alimentó la idea de Imperio en la población de los Estados alemanes, esparcidos y parcialmente en guerra hasta mediados del siglo XIX (ver Sacro Imperio Romano, Federación Alemana) y al renacimiento de la idea de Grossdeutschland (Gran Alemania), a la cual, por razones principalmente de idioma, pertenecerían Austria más solo parte de Prusia en el caso ideal (pues Prusia representaba un Estado plurinacional, según la ideología en cuestión). También parte de Suiza pertenecería a este Estado, debido a los dialectos alemanes hablados en una zona (y a la mayoría de habla alemana en Suiza).
Asimismo, mientras el concepto de Nación se promulgó primero especialmente en el sentido de mantener una lengua estandarizada y parte de sus dialectos o lenguas hermanas como base de la nacionalidad y a poner en especial evidencia las diferencias raciales (en Europa Central, las cuestiones religiosas tomaron poca importancia en la concepción de la nación, tras haberse impuesto la religión católica. Sin embargo, la división religiosa seguida de la Reforma ciertamente llevó a una división de diversos Estados, la cual, empero, no siguió una concepción meramente nacionalista) y de idioma, se dieron también casos contrarios, como es el caso de la Confoederatio Helvética o Suiza, que se independizó del Imperio alemán oficialmente en 1648 (de facto en 1499). La Confederación, formada antes del advenimiento de los movimientos nacionales, vio como base mantener ciertos privilegios de las ciudades y regiones confederadas, así como, con el tiempo, promover la neutralidad como defensa contra los Imperios que la rodeaban y para mantener y promover una estabilidad interna en relación con los países vecinos. Asimismo, la Confederación se caracterizó desde un principio por una ideología común de tipo parlamentaria, federativa y democrática que ya para principios del siglo XIV la comenzaban a caracterizar y que en los Estados vecinos no dio frutos de manera análoga hasta tiempo después. El concepto de nación que se creó aquí (con un tipo de nación conocida como Willensnation -nación por deseo-) se basa en un sentimiento de fuerza en la unión para mantener las tradiciones e ideas comunes y al no querer pertenecer a los demás Estados y naciones, pese a que en cuestión de idioma, Suiza puede dividirse por lo menos en cuatro naciones (los idiomas oficiales en Suiza son el alemán, el francés, el italiano y el retorromano), tres de ellos en Estados-Nación establecidos (Francia, Italia, Alemania/Austria, aunque en estos, la diversificación dialectal puede llegar a ser tan grande que sin ayuda de la lengua estandarizada, de origen cuasi artificial en el caso de Alemania, con dialectos en ocasiones tan ininteligibles entre sí, los hablantes tendrían problemas de comunicación).
Un caso parecido en principio es el concepto de nación que puede verse en los Estados Unidos y que se denota en el lema E Pluribus Unum (1776) y en el concepto de melting pot. También (aunque menos) en el concepto promulgado por la Unión Europea, con el lema in unitate concordia.

### La nación socialista
Marx y Engels consideraban los Estados-Nación (que llamaban "naciones con historia") un producto de lo que ellos denominaban revoluciones burguesas, y por tanto un paso adelante dentro de la lógica de su teoría del materialismo dialéctico. Y para la posterior y gradual evolución hacia el socialismo que ellos pronosticaban, por su tamaño y desarrollo las consideraban un punto de partida preferible a las "naciones sin historia", ya que contarían con una mayor masa proletaria.
En 1917, tras la Revolución rusa, los bolcheviques, con Lenin al frente, tomaron el poder y frenaron el anterior nacionalismo ruso, en consonancia con su ideología internacionalista. Lenin abogó por el internacionalismo proletario esperando el apoyo a la Revolución rusa por parte de los proletarios de otros países, especialmente de Alemania, que representaba una potencia económica importante.
Además, Lenin apoyó lo que más tarde se llamaría derecho de autodeterminación de los pueblos. No con un sentido puramente separatista, sino como una forma de colaboración entre trabajadores. Por ejemplo, vinculando ideológicamente levantamientos nacionalistas como los de Polonia con la causa de los trabajadores rusos que vivían las duras condiciones que el zarismo imponía. Siempre mantuvo una línea de clase al respecto: la única forma de liberarse del "yugo nacional" es a través de la revolución. La idea leninista sobre la autodeterminación estuvo basada en aquella que tuvo James Connolly sobre la independencia de Irlanda: solo el socialismo y la acción internacionalista salvaría a Irlanda. No obstante, cuando acabó la guerra de independencia los representantes del nuevo país juraron lealtad a la reina y el capitalismo de origen británico siguió vigente en Irlanda.
Más tarde, en 1913, Stalin concretó y desarrolló los escritos de Lenin en su obra El marxismo y la cuestión nacional en los cuales define a la nación como "Una comunidad humana estable, históricamente formada y surgida sobre la base de la comunidad de idioma, de territorio, de vida económica y de psicología, manifestada ésta en la comunidad de cultura." 
En esta obra se aprecian las bases analíticas sobre las revoluciones nacionales que Stalin utilizaría posteriormente para construir lo que sería denominado "socialismo en un solo país" frente a la "revolución permanente" expuesta por León Trotski. Esta propuesta no consistía en negar la revolución socialista mundial, como apela el trotskismo, sino que entendía la imposibilidad de exportar la revolución de manera directa, pues solo supondría un rechazo absoluto del socialismo por la gran parte del proletariado nacional, intensificando las posturas reaccionarias en su seno. Abogaba pues por la financiación y ayuda a los partidos revolucionarios de las distintas naciones para acelerar sus propias revoluciones socialistas.

### La nación fascista y nacional-socialista
Tras la Primera Guerra Mundial, y en especial en Italia y Alemania, surgieron ciertos movimientos políticos que radicalizaron en extremo la ideología nacionalista. Se crearon estereotipos, especialmente étnicos, para establecer las naciones. La idea de estados nacionales "étnicamente homogéneos", aun siendo previa, llegó así a su clímax en el siglo XX con el arribo de la llamada eugenesia y las consecuentes "limpiezas étnicas", dentro de las cuales el Holocausto de la Alemania Nazi es el ejemplo más conocido.
Los dos políticos más representativos de las ideologías fascista y nacional-socialista son Benito Mussolini (Italia) y Adolf Hitler (Alemania), respectivamente. Mediante las férreas dictaduras que establecieron en sus respectivos países, vincularon su idea de nación, y el camino que según ellos debía seguir, a su voluntad personal. Así pues, para ellos la nación se encarnaba en su persona.

### La nación poscolonial africana y asiática
El nacionalismo apareció en África y Asia tras la Primera Guerra Mundial de la mano de líderes como Mustafa Kemal Atatürk. Pero fue después de la Segunda cuando se constató realmente su influencia en procesos políticos, especialmente en la formación de Estados como resultado de la descolonización.
En 1945, año de la fundación de la Organización de las Naciones Unidas, ocho de sus miembros eran Estados asiáticos y cuatro africanos. Cuarenta años después, se habían incorporado a la organización más de cien nuevos países, casi todos ellos de Asia y África.
En cierto sentido, la creación de Estados democráticos africanos y asiáticos es una vuelta al concepto franco-estadounidense de nación política de fines del XVIII. Esto se debe a que la mayoría de ellos tienen su origen en antiguas demarcaciones territoriales trazadas en su momento por las potencias coloniales europeas con criterios geoestratégicos, independientemente de las diferencias étnicas de la población que habitaba dentro de ellas. Dada esta heterogeneidad étnica, los nuevos Estados debieron fundamentar la cohesión política básica de todos sus habitantes prescindiendo de consideraciones raciales, culturales, religiosas, etc. 

## Nación en España
La evolución social y política de Europa hacia finales del siglo XIX hace eclosionar en España multitud de movimientos nacionalistas, la mayoría de ellos basados en razones históricas, culturales y lingüísticas (por ejemplo, en contraposición con Suiza). Tal es el caso especialmente del País Vasco y Navarra, Cataluña, Galicia y en buena medida, la Comunidad Valenciana (denominado País Valenciano por los nacionalistas valencianos) las islas Baleares y Andalucía, cuyos movimientos nacionalistas surgieron a fines del siglo XIX y se acrecentaron especialmente tras la dictadura de Francisco Franco con el surgimiento de la democracia (ver Nacionalismos de España).

### Constitución de 1978
Esta Constitución se fundamenta, y así se refleja en su artículo 2, en la indisoluble unidad de la Nación española, patria común e indivisible de todos los españoles, y del mismo modo «reconoce y garantiza el derecho a la autonomía de las nacionalidades y regiones que la integran y la solidaridad entre todas ellas», como se amplía a continuación:
El País Vasco, especialmente con base en el euskera, la lengua histórica de la región (aglutinante y ergativa), más antigua que las lenguas indoeuropeas e incluso aislada, describe en su estatuto de autonomía en vigor (aprobado en 1979) al País Vasco como a una nacionalidad en el Estado español: 
«El Pueblo Vasco o Euskal Herria, como expresión de su nacionalidad, y para acceder a su autogobierno, se constituye en Comunidad Autónoma dentro del Estado español bajo la denominación de Euskadi o País Vasco[…]", (con la lengua vasca y el castellano como lenguas oficiales)».
Cataluña, por ejemplo, se define análogamente en su estatuto de autonomía del mismo año, bajo el cual
"«Cataluña, como nacionalidad y para acceder a su autogobierno, se constituye en Comunidad Autónoma[…]».
Galicia se define también de esta manera en su estatuto de 1981:
«Galicia, nacionalidad histórica, se constituye en Comunidad Autónoma para acceder a su autogobierno,[…]».
Las Islas Canarias, por su parte, fueron reconocidas como nacionalidad a través de la reforma de su Estatuto de 1996.
La Comunidad Valenciana se reconoce asimismo como nacionalidad en su estatuto de autonomía:
«1. El pueblo valenciano […] como expresión de su identidad diferenciada como nacionalidad histórica y en el ejercicio del derecho de autogobierno que la Constitución Española reconoce a toda nacionalidad, con la denominación de Comunitat Valenciana».
Con el euskera (lengua prerromana), el catalán, y el gallego (lenguas romances) como lenguas propias oficiales, respectivamente, junto con el castellano, oficial en todo el Estado español, como aparece en la Constitución española de 1978, que reconoce en el Artículo 2 del Título Preliminar la existencia de diversas nacionalidades españolas, parte de una «Nación española indisoluble»:
«La Constitución se fundamenta en la indisoluble unidad de la Nación española, patria común e indivisible de todos los españoles, y reconoce y garantiza el derecho a la autonomía de las nacionalidades y regiones que la integran y la solidaridad entre todas ellas».
El concepto de "nación" y "nacionalidad", sin embargo, no se definen (y desde un principio se utilizan en contraposición con el significado dado en otros países, en los cuales tanto pertenencia a una nación como nacionalidad se utilizan como equivalentes), aunque se plantea la Nación española como nación, integrada por diversas nacionalidades y regiones (en este sentido, Nación también como perteneciente a un territorio). El concepto de nacionalidad se encuentra de manera general en los estatutos, por ejemplo, de Aragón (1982) o Andalucía (1981):
"Aragón, en expresión de su unidad e identidad históricas como nacionalidad, en el ejercicio del derecho a la autonomía[…]."
"Andalucía, como expresión de su identidad histórica y en el ejercicio del derecho al autogobierno que la Constitución reconoce a toda nacionalidad, se constituye en Comunidad Autónoma […]"
El significado de nacionalidad se encuentra especialmente entrelazado con la división política histórica del Reino de España (con excepción especialmente del País Vasco) y el de nación con el de la raíz latina (sin Portugal), más enclaves fuera de la península ibérica. El concepto nacionalista se basa o bien en este y a la posible existencia de una única nación española (con matices), en la existencia de una nación española que se integra por diversas naciones hasta llegar a la interpretación de la existencia posible de solo un estado español, plurinacional (afirmando la posible existencia de una nación española de conjunto o negándola por completo), dependiendo de la postura ideológica y política de los diversos partidarios y a dónde pongan énfasis en las características definitorias del concepto de nación.[cita requerida]
En términos jurídicos, en la Constitución de 1978, la Nación española (como nación política, en la que residen, con carácter exclusivo y excluyente, la soberanía y el poder constituyente) es el sujeto político que se constituye en Estado social y democrático de Derecho, y la Nacionalidad (equivalente a nación cultural) el sujeto político que se constituye en comunidad autónoma.

## Nación en América
El concepto de nación en América tampoco es claro. Mientras a nivel oficial se suele utilizar el concepto como equivalente a Estado territorial, los ideólogos y filósofos promulgan el sentido de nación americana, así como se encuentra también el de nación iberoamericana o a mayores generalizaciones, partiendo especialmente de la lengua no española, sino americana y viendo los países romances como aquellos Estados pertenecientes a una nación común. En estos se encuentra Perú, Colombia, Venezuela, Panamá, Ecuador, México, Chile, entre otros.
El concepto de nación promulgado por filósofos americanos suele ser el de ver a las regiones hispanas en América como parte de una nación, la cual no va seguida por un Estado. Este concepto se basa en un mismo origen colonial, la lengua y paralelos históricos. Para diferenciarse de Europa, se promulgó paralelamente con el movimiento nacionalista étnico en Europa el concepto de la nación iberoamericana como unidad étnica, basada en el mestizaje (Vasconcelos) y se intentó demostrar por qué esta debería ser superior a otras, mientras que en Europa se intentaba demostrar por qué la mezcla de antiguas etnias sería mala.

### Consultada
- De la Granja, José Luis; Beramendi, Justo; Anguera, Pere (2001). La España de los nacionalismos y las autonomías. Madrid: Síntesis. ISBN 84-7738-918-7.
- Donézar, Javier María (2004). «De las naciones-patrias a la “nación-patria”. Del Antiguo al Nuevo Régimen».  En Antonio Álvarez-Osorio Alvariño y Bernardo J. García García (eds.), ed. La Monarquía de las naciones. Patria, nación y naturaleza en la Monarquía de España. Madrid: Fundación Carlos de Amberes. pp. 93-118. ISBN 84-87369-31-6.
- Fuentes, Juan Francisco (2013). «Conceptos previos: Patria y nación en los orígenes de la España contemporánea».  En Antonio Morales Moya, Juan Pablo Fusi y Andrés de Blas Guerrero (dirs.), ed. Historia de la nación y del nacionalismo español. Barcelona: Galaxia Gutenberg. ISBN 978-84-8109-997-3.
- Gellner, Ernest (2001) [1983]. Naciones y nacionalismo [Nations and Nationalism]. Madrid: Alianza Editorial. ISBN 84-206-2532-9.
- Gil Pujol, Xavier (2004). «Un rey, una fe, muchas naciones. Patria y nación en la España de los siglos XVI y XVII».  En Antonio Álvarez-Osorio Alvariño y Bernardo J. García García (eds.), ed. La Monarquía de las naciones. Patria, nación y naturaleza en la Monarquía de España. Madrid: Fundación Carlos de Amberes. pp. 30-76. ISBN 84-87369-31-6.
- Morales Moya, Antonio (2013). «La nación española preconstitucional».  En Antonio Morales Moya, Juan Pablo Fusi y Andrés de Blas Guerrero (dirs.), ed. Historia de la nación y del nacionalismo español. Barcelona: Galaxia Gutenberg. ISBN 978-84-8109-997-3.
- Núñez Seixas, Xosé M. (2018). Suspiros de España. El nacionalismo español, 1808-2018. Barcelona: Crítica. ISBN 978-84-9199-027-7.
- Pagès, Pelai (1991). Las Claves del Nacionalismo y el Imperialismo, 1848-1914. Colección “Las Claves de la Historia”. Barcelona: Planeta. ISBN 84-320-9216-9.
- Péronnet, Michel (1985) [1983]. Vocabulario básico de la Revolución Francesa [Les 50 mots clefs de la Révolution Française]. Barcelona: Crítica. ISBN 84-7423-250-3.
- Smith, Anthony D. (2000). Nacionalismo y Modernidad. Madrid: Istmo. ISBN 84-7090-333-0.
- Smith, Anthony D. (2008) [1988]. Els orígens ètnics de les nacions [The Ethnic Origins of Nations] (en valenciano). Catarroja-Valencia: Afers-Publicacions de la Universitat de València. ISBN 978-84-95916-92-1.
- Torres, Xavier (2008). Naciones sin nacionalismo. Cataluña en la Monarquía Hispánica (siglos XVI-XVII). Valencia: Publicacions de la Universitat de València. ISBN 978-84-370-72630.

### Otra
- Blas, Andrés de: Enciclopedia del nacionalismo, Madrid, 1999,ISBN 978-84-206-3297-1
- Encyclopædia Britannica (15ª edición), Chicago, 1983, ISBN 0-85229-400-X
  - Nationalism; Macropædia, tomo 12, págs. 851-853, por Hans Kohn.
- Kohn, Hans: Historia del Nacionalismo, México y Madrid, 1984, ISBN 84-375-0248-9, ISBN 978-84-375-0248-9
- Michael Metzeltin/Thomas Wallmann: Wege zur Europäischen Identität. Individuelle, nationalstaatliche und supranationale Identitätskonstrukte. Berlín, Frank & Timme, 2010, ISBN 978-3-86596-297-3
- Pastor, Manuel: Fundamentos de ciencia política, Madrid, 1994, ISBN 978-84-481-1909-6
- Punset, Ramón (coordinador): Soberanía y Constitución , en Fundamentos, Volumen 1, 1998, ISSN 1575-3433
- Renan, Ernest: ¿Qué es una nación?, Madrid, 2006, ISBN 978-84-95363-27-5